# Dominic Samuel
Dominic James Samuel (Southwark, Inglaterra, Reino Unido, 11 de abril de 1994) es un futbolista inglés. Juega de delantero en el Ebbsfleet United F. C. de la National League de Inglaterra.

## Trayectoria

### Reading
Formado en las inferiores del Reading, luego de una gran temporada en la sub-18 del club en 2011-12, anotando 13 goles en 14 encuentros, consiguió su primer contrato profesional con el Reading el 17 de diciembre de 2011. Debutó en el primer equipo cuando entró en el minuto 72 por Garath McCleary en la derrota por 3-0, de visita, ante el Sunderland el 11 de diciembre de 2012.
Se unió a préstamo al Colchester United de la League One el 3 de enero de 2013 por un mes, y luego a préstamo por un mes al Dagenham & Redbridge el 9 de enero de 2014.
El 29 de enero de 2015 se fue a préstamo al Coventry City hasta el 28 de abril de 2015, donde anotó un gol en su debut ante el Rochdale.
Se fue a préstamo al Gillingham de la League One el 13 de noviembre de 2015, préstamo que se extendería hasta el año siguiente.
Anotó su primer gol para el Reading el 19 de noviembre de 2016 al Burton Albion.
El 31 de enero de 2017 se unió a préstamo al Ipswich Town para el resto de la temporada.

### Blackburn Rovers
Fichó por tres años con el Blackburn Rovers el 18 de julio de 2017.
Abandonó el club al término de la temporada 2019-20 tras finalizar su contrato.
En septiembre de 2020 regresó al Gillingham F. C. Allí estuvo un año antes de irse a Escocia para jugar en el Ross County F. C. las siguientes dos temporadas.

## Selección nacional
Samuel debutó con la sub-19 de Inglaterra el 7 de octubre de 2011 contra Portugal. Anotó en su siguiente encuentro contra Ucrania el 9 de octubre de 2011, Inglaterra ganaría por 3-1. 

## Estadísticas

### Clubes
Actualizado al último partido disputado el 20 de abril de 2024.
| Club | Div.          | Temporada     | Liga  | Liga  | Copas nacionales(1) | Copas nacionales(1) | Total | Total |
| Club | Div.          | Temporada     | Part. | Goles | Part.               | Goles               | Part. | Goles |
| --- | ------------- | ------------- | ----- | ----- | ------------------- | ------------------- | ----- | ----- |
| Reading F. C. Inglaterra                                                                                     | 1.ª           | 2012-13       | 1     | 0     | 0                   | 0                   | 1     | 0     |
| Colchester United F. C. Inglaterra                                                                           | 3.ª           | 2012-13       | 2     | 0     | —                   | —                   | 2     | 0     |
| Colchester United F. C. Inglaterra                                                                           | Total club    | Total club    | 2     | 0     | —                   | —                   | 2     | 0     |
| Dagenham & Redbridge F. C. Inglaterra                                                                        | 4.ª           | 2013-14       | 1     | 0     | —                   | —                   | 1     | 0     |
| Dagenham & Redbridge F. C. Inglaterra                                                                        | Total club    | Total club    | 1     | 0     | —                   | —                   | 1     | 0     |
| Reading F. C. Inglaterra                                                                                     | 2.ª           | 2014-15       | 0     | 0     | 1                   | 0                   | 1     | 0     |
| Coventry City F. C. Inglaterra                                                                               | 3.ª           | 2014-15       | 13    | 6     | —                   | —                   | 13    | 6     |
| Coventry City F. C. Inglaterra                                                                               | Total club    | Total club    | 13    | 6     | —                   | —                   | 13    | 6     |
| Reading F. C. Inglaterra                                                                                     | 2.ª           | 2015-16       | 1     | 0     | 1                   | 0                   | 2     | 0     |
| Gillingham F. C. Inglaterra                                                                                  | 3.ª           | 2015-16       | 25    | 7     | —                   | —                   | 25    | 7     |
| Reading F. C. Inglaterra                                                                                     | 2.ª           | 2016-17       | 9     | 2     | 3                   | 0                   | 12    | 2     |
| Reading F. C. Inglaterra                                                                                     | Total club    | Total club    | 11    | 2     | 5                   | 0                   | 16    | 2     |
| Ipswich Town F. C. Inglaterra                                                                                | 2.ª           | 2016-17       | 6     | 0     | —                   | —                   | 6     | 0     |
| Ipswich Town F. C. Inglaterra                                                                                | Total club    | Total club    | 6     | 0     | —                   | —                   | 6     | 0     |
| Blackburn Rovers F. C. Inglaterra                                                                            | 3.ª           | 2017-18       | 36    | 5     | 5                   | 3                   | 41    | 8     |
| Blackburn Rovers F. C. Inglaterra                                                                            | 2.ª           | 2018-19       | 2     | 0     | 1                   | 0                   | 3     | 0     |
| Blackburn Rovers F. C. Inglaterra                                                                            | 2.ª           | 2019-20       | 15    | 2     | 0                   | 0                   | 15    | 2     |
| Blackburn Rovers F. C. Inglaterra                                                                            | Total club    | Total club    | 53    | 7     | 6                   | 3                   | 59    | 10    |
| Gillingham F. C. Inglaterra                                                                                  | 3.ª           | 2020-21       | 22    | 3     | 4                   | 3                   | 26    | 6     |
| Gillingham F. C. Inglaterra                                                                                  | Total club    | Total club    | 47    | 10    | 4                   | 3                   | 51    | 13    |
| Ross County F. C. Escocia                                                                                    | 1.ª           | 2021-22       | 28    | 1     | 3                   | 0                   | 31    | 1     |
| Ross County F. C. Escocia                                                                                    | 1.ª           | 2022-23       | 11    | 0     | 4                   | 1                   | 15    | 1     |
| Ross County F. C. Escocia                                                                                    | Total club    | Total club    | 39    | 1     | 7                   | 1                   | 46    | 2     |
| Ebbsfleet United F. C. Inglaterra                                                                            | 5.ª           | 2023-24       | 23    | 6     | 0                   | 0                   | 23    | 6     |
| Ebbsfleet United F. C. Inglaterra                                                                            | Total club    | Total club    | 23    | 6     | 0                   | 0                   | 23    | 6     |
| Total carrera                                                                                                | Total carrera | Total carrera | 195   | 32    | 22                  | 7                   | 217   | 39    |
| (1) Incluye FA Cup, Copa de la Liga de Inglaterra, EFL Trophy, Copa de la Liga de Escocia y Copa de Escocia. |               |               |       |       |                     |                     |       |       |

### Selección nacional
| sub-19 Inglaterra | 2018-         | 3 | 2 |  |  |  |  |  |  |  |  |  |  |  |
| sub-19 Inglaterra | Total         | 3 | 2 |  |  |  |  |  |  |  |  |  |  |  |
| Total carrera     | Total carrera | 3 | 2 |  |  |  |  |  |  |  |  |  |  |  |
|                   |               |   |   |  |  |  |  |  |  |  |  |  |  |  |